# Maximilian von Rogister
Maximilian Friedrich Camill Wilhelm Ritter von Rogister (* 3. September 1898 in Berlin; † 18. Dezember 1984 in Malcesine) war ein deutscher Jurist und Industrieller.

## Leben und Tätigkeit
Rogister war der Sohn des Generalmajors Friedrich Ritter von Rogister und seiner Ehefrau Mary, geborene von Scharfenberg. Im Ersten Weltkrieg war er Leutnant und Ordonnanzoffizier beim Stabe des Ulanenregiments Nr. 15.
Rogister studierte Rechts- und Staatswissenschaften. 1921 wurde er in Würzburg mit einer Arbeit zum Haftungsrecht zum Dr. jur et. rer. pol promoviert. Bis 1937 praktizierte er als Rechtsanwalt in Berlin, wo er insbesondere für Wirtschaftsunternehmen tätig war. Daneben gehörte er dem exklusiven Deutschen Herrenklub an.
1937 ging er als Emigrant nach London.
1969 wurde Rogister Ehrenvorsitzender der Augsburger Kammgarnspinnerei und Aufsichtsratsvorsitzender der Böhringer & Reuß GmbH in Waldkirch. Außerdem war er Aufsichtsratsmitglied der Apollinaris-Brunnen AG in Bad Neuenahr.
1976 lebte er in Italien.

## Schriften
- Wie haftet die Eisenbahn bei Lieferfristüberschreitung für Güter im engeren Sinne? (Nach deutschem u. internat. Recht.), Würzburg 1921. (Dissertation)
- Sieben Kugeln und mehr: Aus meinem Jagdtagebuch, Berlin, Parey, 1933.
- Ein Kind zieht in den Krieg, Cotta, Stuttgart 1935.
- Momella: Abseits vom Wege im afrikanischen Jagdparadies, Berlin, Parey, 1954.
- Indien ist anders, Dörner, Düsseldorf / Holzner, Würzburg, 1964.